# Diplocolenus quadricornis
Diplocolenus quadricornis är en insektsart som beskrevs av Ribaut 1959. Diplocolenus quadricornis ingår i släktet Diplocolenus och familjen dvärgstritar. Inga underarter finns listade i Catalogue of Life.